# The Promise (singel Girls Aloud)
The Promise – dziewiętnasty singel brytyjskiego girls bandu Girls Aloud w ich karierze muzycznej, pochodzący z albumu "Out of Control". Wydany został 20 października 2008 roku na płyty CD i płyty winylowe. Pierwszy raz singiel został wykonany w programie radiowym "Jo Whiley's Live Lounge", w którym oprócz "The Promise" dziewczęta wykonały piosenkę zespołu OneRepublic "Apologize". Nadine Coyle nie była wtedy obecna w studio z powodu choroby. Singiel zadebiutował na miejscu 1 na liście UK Singles Chart. W ciągu 2 tygodni sprzedano ponad 77.000 egzemplarzy singla. Piosenka zdobył tytuł najlepszego singla na tegorocznym rozdaniu nagród Brit Awards.

## Teledysk
Nadine Coyle w programie SWITCH radia BBC 1 w dniu 11 września 2008 roku poinformowała, że teledysk kręcony będzie od 15 września 2008 r. Premiera klipu odbyła się na stronie internetowej AOL's 25 września 2008 roku. Teledysk przedstawia dziewczęta w kinie samochodowym z lat 60. Oglądają czarno-biały film, w którym główne role grają one same. Dziewczyny występują ubrane w sukienki z cekinami. Stroje te są podobne do wykorzystanych podczas trasy koncertowej pt.: Tangled Up Tour. Wtedy piosenkarki śpiewały takie utwory jak: "Fling", "Push It", "Wake Me Up", "Walk This Way", "Control of the Knife", "Call the Shots" i "Jump". W klipie występuje też Dermot O’Leary, prowadzący brytyjską wersję telewizyjnego show X Factor. Siedzi on w samochodzie, obok którego stoi Nadine podczas wykonywania przez nią drugiej zwrotki.

## Piosenki na singla

### CD (WB)
- 1. The Promise
- 2. She

### 7" winyl (WB)
- 1. The Promise
- 2. Girl Overboard (Live at O2 Arena)

### iTunes (WB)
- 1. The Promise
- 2. The Promise (Jason Nevins Mix)

## Listy przebojów
"The Promise" zadebiutował na miejscu 1 w UK Singles Chart, stając się tym samym 4 singlem w karierze Girls Aloud, który zajął tę pozycję (Sound of the Underground, I’ll Stand by You, Walk this Way, The Promise). W Irlandii singiel zadebiutował na miejscu 4. Ostatni raz Girls Aloud znajdowało się w pierwszej czwórce w Irlandii w 2004 roku z singlem I’ll Stand by You.
| Listy przebojów (2008)   | Najwyższe miejsce |
| ------------------------ | ----------------- |
| UK Singles Chart         | 1                 |
| Irish Singles Charts     | 2                 |
| Croatian Singles Chart   | 3                 |
| European Hot 100 Singles | 8                 |
| United World Chart       | 27                |
| Bulgaria Singles Top 40  | 39                |

## Występy
- BBC Radio 1: Jo Whiley's Live Lounge – 25 września 2008
- The X Factor – 18 października 2008
- Friday Night with Jonathan Ross – 24 października 2008
- T4 – 26 października 2008
- GMTV (2 występy) – 27 października 2008
- This Morning - 5 listopada 2008
- Children in Need – 14 listopada 2008
- The Girls Aloud Party – 13 grudnia 2008 (Nagrywany 2 grudnia 2008)
- Top Of The Pops – 25 grudnia 2008 (Nagrywany 14 grudnia 2008)
- The Brit Awards 2009 – 18 lutego 2009